# 十五少年漂流記
『十五少年漂流記』（じゅうごしょうねんひょうりゅうき、仏: Deux Ans de Vacances）は、ジュール・ヴェルヌが1888年に発表した少年向けの冒険小説で、無人島に漂流した少年達が力を合わせて生活していく物語を描いている。日本語版題名としては初訳者の森田思軒による表題のほか、原題を直訳した『二年間の休暇』も用いられる。

## ストーリー
以下の日本語表記は『二年間の休暇（上・下）』大友徳明訳 偕成社に従う
プロローグ
1860年2月15日。イギリスの植民地であるニュージーランドの首都オークランド市に建つチェアマン寄宿学校は、夏休みに入った。100名余りの生徒はいずれも白人で、ニュージーランドへの移民であるイギリス人、フランス人、ドイツ人、アメリカ人などの子弟だった。1年生から5年生までの14名の子どもたちは、帆船スルギ号で2か月間のニュージーランド沿岸一周の旅へ出航する予定になっていたが、待ちきれなくなった子どもたちは、全員夜のうちに船に忍びこむ。しかしアクシデントにより、14名の子供と1名の水夫見習いの黒人少年を乗せた船は、船長や船員たちが不在のまま出帆してしまう。
無人島生活の始まり
少年たちを乗せたスルギ号は、とある海岸へと漂着する。少年たちはそこが島なのか大陸なのかさえ判断できなかったが、赤道近くでは見られない植物があることから、ニュージーランドよりも南極寄りに流されたことだけは分かった。幸いスルギ号には、2か月分の食料をはじめとして、ピストル、猟銃、散弾銃、信号弾、大砲などの武器、通信用ラッパ、望遠鏡、ゴムボート、寝具などが積み込まれていた。その他、大工道具、針や布、図書室には本が多数詰まっていた。
島の探索
少年たちは海岸から島内へと調査に繰り出す。住まいとしていたスルギ号から探索に向かい、島の奥に洞穴を発見する。中には、テーブルや椅子、ベッドまであり、1冊のノートには1807年という記録や難破船の船名もあった。さらには、かつて島に漂着し、この洞穴に単独で住んでいたであろうフランス人が描いたと思われる地図があり、この場所は孤島で、島の中央に大きな湖があり、近くに陸地がないことが判明した。少年たちは、この島を「チェアマン島」、その洞穴を「フレンチ・デン（フランス人の洞穴）」と名付け、海風や波で傷んでいくスルギ号からこの洞穴に移り住むことを決断する。
初代大統領の選出
年長でリーダー格である3名の少年たちが中心となり、15名の少年の「チェアマン島」での暮らしが始まった。そして、リーダーとして初代大統領を選ぶこととなり、最年長で思慮深く穏健派であるアメリカ人のゴードンが選ばれ、15名の植民地として運営していく体制を整えていく。島内の動植物や工夫を重ねた道具を利用して、島での生活も次第に軌道に乗って行く。ゴードンは島での生活の日課表を作り、午前と午後の2時間ずつを学習時間に充て、年長の少年たちが交代で教師役を務めることにした。さらに少年たちに炊事洗濯を分担させ、寒暖計や気圧計の記録係、日付の記録と時計の管理者を定め、日曜日は休日とした。
厳しい冬
南半球は6月に入ると冬となり、気温も氷点下10度〜12度を指し、大雪が降り始める。少年たちは厳しい冬を越すために薪を集め、狩りでアザラシの毛皮を手に入れる。またその肉を大鍋で煮詰めて照明用の油を作ったり、サトウカエデの樹液を煮詰めて甘味料を作るといった日々を過ごす。クマやカバ、ラマなどに遭遇しながらも、島での共同生活を続けていく。
新しい大統領
厳しい冬を越して1年が過ぎた頃、ゴードンの任期が満了する。2度目の選挙により、頭の回転が速く心の豊かなフランス人のブリアンが二代目大統領に選ばれた。ブリアンを敵視していた負けず嫌いで居丈高のイギリス人ドニファンは我こそはと意気込んでいたが、得たのは取り巻きの3名の票のみだった。ブリアンとドニファンとの対立は少年たちの間に次第に亀裂を生んでいく。やがてドニファンは決別を宣言し、仲間を引き連れてフレンチ・デンを出る。しかし、ふとしたきっかけでブリアンがドニファンの命を救ったことから、2人は和解する。そして、出航後からふさぎ込んでいたブリアンの弟ジャックの秘密が明かされた。
新しい漂着者たち
島に漂着し1年半ほどが経ったころ、少年たちは浜辺でエバンズという男が倒れているのを発見する。森の中でも毛皮を身につけて腰にショールを巻いた婦人のケイトが倒れていた。エバンズらの話によると、彼らはサンフランシスコから商船に乗ってやって来たものの、ウォルストンという水夫が仲間を唆して反乱を起こし、船長らを殺害するも数日後に火災が発生し、船を捨てたウォルストン一味の7名がボートで「チェアマン島」に流れ着いた。エバンズは船の操舵手で、凶悪なウォルストン一味を恐れて逃げてきたのだという。「チェアマン島」がチリ沿岸の島であることを知った少年たちは、エバンズと共闘しウォルストン一味を殲滅する。
オークランドへの帰還
少年たちは、ウォルストン一味のボートで島を脱出し、遭遇した汽船に収容される。少年たちは船長の厚意により、2年ぶりにオークランドの港に帰り着いた。オークランド市民は少年たちが全員帰還したことに歓喜する。そして、1名の少年がチェアマン島でつけていた日記が出版され、全世界の目に触れることとなった。

## 登場人物

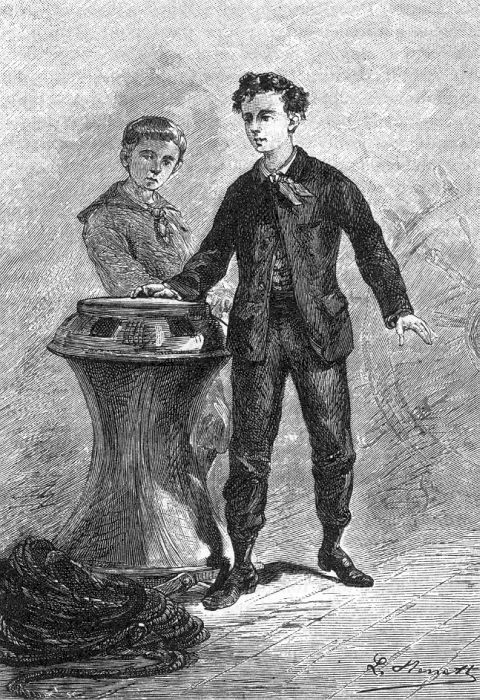
ブリアン（右）とジャック

### 少年と動物
以下に漂流した15名の少年と、その飼い犬の紹介を記す。年齢は1860年時。ブリアン、ゴードン、ドニファンの年長者3名を中心にストーリーが展開していく。
ブリアン（フランス人、13歳）
土木技師の息子で、ジャックの兄。勉強嫌いなため成績は悪いが、頭の回転は速く心の豊かな少年。下級生を助けるためには上級生との諍いも厭わず、チェアマン島でも大統領として下級生に厳しいゴードンから庇うなどしたことで、皆から慕われる。後に二代目大統領となる。ドニファンとは折り合いが悪く一方的に疎まれていたが、のちに和解する。
ゴードン（アメリカ人、14歳）
最年長で唯一のアメリカ人。天涯孤独の身で、ニュージーランド在住の引退した領事に引き取られている。そのためか漂着後初の探検で島と判明した際にも、他の漂流仲間ほどには堪えなかった。几帳面でありながら、冷静沈着で物事を考える人物で皆から尊敬されている。その人柄故に初代大統領に命じられ、何かと対立するブリアンとドニファンの仲裁も行う。物事をこまめに手帳に書き留めている。ペットの猟犬ファンを連れてきている。植物についても詳しく、チェアマン島に自生する草木から、有用な種を採取したりしている。
ドニファン（イギリス人、13歳）
とある金持ち地主の息子。15名の中で多数を占めるイギリス人のリーダー的存在。居丈高で威張りたがりな性格のため、「ドニファン卿」とあだ名を付けられている。頭が良く、負けず嫌いなこともあって成績は良い。また射撃の名手で、集団で狩猟する際には隊長に任命される。ブリアンが二代目大統領に選ばれたことを機に、彼に反発し漂流先での別居をも試みる。
翻訳によっては（特に子供向けの場合）ブリアンを口も利きたくないほど嫌っており、後半の重要な場面でブリアンに命を救われて改心する等、完全な敵役にされることがある。一方ブリアンとの和解後は、ジャックが自身の過ちを皆に明かした際にはいち早く赦し、ブリアンのために身を投げ出したりと、根は善良である。
後述のアニメ『瞳のなかの少年』では、ブリアンと張り合っているのは同様だが原作ほど険悪ではない。コスターからも慕われている他、ジャックが重要な秘密を真っ先に打ち明けた相手で、彼の罪を敢えて自分が被ってやる等、当初から「根はいい奴」という演出がされている。原作ほど険悪な描写がないことから、ブリアンとの和解のシーンはない。
ジャック（フランス人、10歳）
ブリアンの弟。歌とスケートが上手い。いたずら好きで明るい性格だったが、漂流後は別人のようにふさぎ込んでしまい、ブリアンの気を揉ませる。
クロス（イギリス人、13歳）
ドニファンの従兄で、同じく地主の息子。取り立てて優れたところはないが、ドニファンの腰巾着的存在であり、彼の言うことに盲従し、信奉している。ドニファンの別居計画にも、ウェッブやウィルコックスとともに参加した。
バクスター（イギリス人、13歳）
あまり裕福ではない商人の息子。エバンズも驚くほど大工仕事が上手く、手先の器用な少年で、漂流先でも様々な工夫を凝らした道具などを作ることで貢献する。書記に命じられ、島での日記を付ける。
ウェッブ（イギリス人、13歳）
父親は裁判所に勤めている。出版社によっては年齢が12歳である事もある。我が強い性格だが、ドニファンのことは尊敬しており、彼の意見には毎回賛成する。
ウィルコックス（イギリス人、13歳）
ウェッブと同じく、父親は裁判所に勤めている。島での獲物を捕らえる手段は銃が主流だったが、ウィルコックスは投げ縄などの罠を考案。弾丸や火薬を使わずに狩りが出来るとして、大いに重宝された。出版社によっては年齢が12歳とされている事もある。クロス、ウェッブ同様、ドニファンの腰巾着的存在であり、彼の意見には毎回賛成する。
ガーネット（イギリス人、12歳）
スルギ号の所有者で、船長を務める予定だった元商船団長の息子。サービスと仲が良く、共に家畜の飼育を担当。アコーディオンが大好きで島にも持参しており、行事の際にも演奏を披露する。上級生による島の探検に参加したことはない。
サービス（イギリス人、12歳）
陽気で、ユーモアがあるムードメーカー。愛読書は「ロビンソン・クルーソー」と「スイスのロビンソン」。島での生活では、家畜の飼育や料理を担当するようになる。ロビンソンに憧れて、島にいたダチョウに似た鳥、レアを飼い慣らそうとする。2度目の探検でグアナコを発見して生け捕った際には、その背に乗って帰ることを望んだが、ゴードンに諭されて思い留まっている。
ジェンキンズ（イギリス人、9歳）
ニュージーランド王立科学協会の会長の息子。チェアマン寄宿学校では一番の優等生である。
アイバーソン（イギリス人、9歳）
牧師の息子。ジェンキンズと同じく、優等生。
コスター（イギリス人、8歳）
ニュージーランド陸軍将校の息子で登場人物では最年少。食いしん坊。
ドール（イギリス人、8歳）
コスターと同じくニュージーランド陸軍将校の息子。コスターよりも6ヶ月年上。甘い物が好き。
モコ（黒人、12歳）
見習い水夫。事故に巻き込まれた唯一のスルギ号乗組員。島の選挙での投票権はないが、非常に器用で料理やボートの操縦など様々なことをこなす。島での生活を通して、ブリアンを慕うようになる。ブリアン以外では、ジャックの秘密を知る唯一の人物。
ファン（犬）
ゴードンの連れてきた猟犬。狩りのほか、節々で重要な役割を果たす。

### セバーン号の関係者
以下は終盤近くに登場するセバーン号関連の登場人物。彼らが脱出に使ったランチは、少年たちの帰還にも使われた。
エバンズ
元セバーン号の操舵手。船の操舵が可能な人物であったことから、ウォルストン一味による反乱の際も手をかけられず監禁されていたが、逃亡してフレンチ・デンに辿りつき、年長の少年たちを率いて悪党退治に立ち上がる。
ケイト
ニューヨーク近郊に居を構えるペンフィールド家の家政婦。セバーン号の乗客のうち、ウォルストン一味に殺されなかった唯一の人物。
ウォルストン
元セバーン号の水夫。仲間たちと共に、仕えていたセバーン号で反乱を起こし、船長と乗客を皆殺しにする。悪党達のリーダー的存在。
ブック
ウォルストンの仲間の一人。
ブラント
ウォルストンの仲間の一人。ウォルストン、ブック、ブランドの三名は悪党達の中でも特に凶悪な描写が成されている。
ロック
ウォルストンの仲間の一人。一時退却の道中で少年たちが掘った落とし穴に落ちて死亡する。戦いが終わりフォーブスが死亡した後、コープと共に死亡が確認された。
コープ
ウォルストンの仲間の一人。ブリアンを庇ったドニファンに重傷を負わせるが、エバンズやゴードンらの一斉射撃で討ち取られる。
パイク
ウォルストンの仲間の一人。エバンズや少年の上級生たちとの戦いで最初に討ち取られた。
フォーブス
ウォルストンの仲間の一人。ケイトを殺さずに生かしておくなど、気の良い一面を持つ。計略のためフレンチ・デンに近づいた際に囚われるが、その最中で改心していく。ジャックを救おうとウォルストンに立ち向かうも深手を負う。最期はエバンズやケイト、ゴードン、ブリアンらに看取られて息絶える。遺体はフランソワ・ボードワンの墓の傍らに葬られる。
ヘンリー
ウォルストンの仲間の一人。セバーン号の原因不明による火災の際に海に飛び込んで自害した。

## 物語の舞台
チェアマン寄宿学校
少年達が通う寄宿学校。ニュージーランドにあり、地元の上流家庭の子弟が通っている。
スルギ号
少年たちが乗っていた船で、100トンほどの大きさのスクーナー。漂着後は島の生活を支える資材として解体される。
なお、原つづり（sloughi）は、犬の品種の「サルーキ」（サルキー）の近縁種である「スルーギ」の意味。

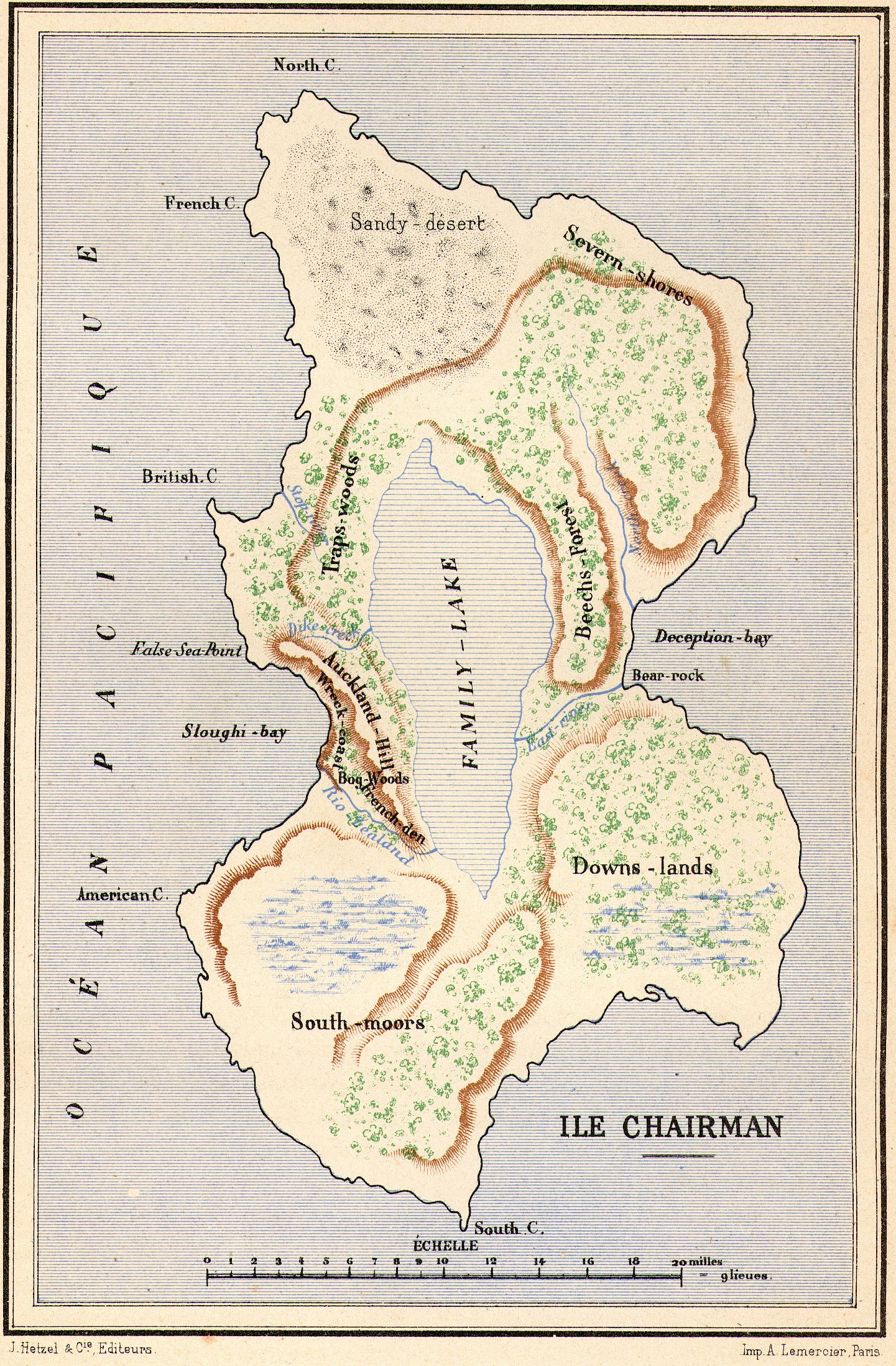
チェアマン島
少年達が漂着した無人島。50年前、フランス人の高級船員、フランソワ・ボードワンが遭難している。自身たちの寄宿学校の名称にちなみ、チェアマン島と名付けた。大陸から離れた孤島とされていたが、エバンスの漂着後、彼によって南米大陸に沿った群島の一つであることが判明した。
なお、チェアマン島のモデルは、作中ではマゼラン海峡にあるハノーバー島とされているが、まったく別の島ではないかという説（園田学園女子大学名誉教授の田辺眞人の提唱）もあり、その説を元に「椎名誠の感動2万マイル!「十五少年漂流記」の謎の島を行く」（TBS 2005年（平成17年）7月18日放送）という番組が制作された。
この説によれば、小説の記述と細部まで一致することから南太平洋のチャタム島がモデルとされる。上記の番組では、現存する草稿には「チャタム島」という記述がある（これは刊本も同様）ことも根拠とされたが、これはハノーバー島のすぐ近くにある同名異島のことであり、南太平洋のチャタム島のことではない。
田辺眞人によれば、当時、航路から外れたチャタム島では少年たちが救出される可能性は低く、ハノーバー島に変更されたと推測される（パナマ運河が無かった時代、同島があるマゼラン海峡は主要航路で船の往来が盛んだった）。
田辺説のもっとも強力な根拠は、日付変更線を定めたことからチャタム島に注目が集まった1885年のワシントン国際子午線会議でイギリスとフランスが対立し、アメリカが仲介に入ったという構図が『十五少年漂流記』の人間関係を想起させるというもの。しかし、ヴェルヌはすでに1886年に発表した『征服者ロビュール』15章-17章で チャタム島(Chatam) を登場させていることをこの議論は無視している。
この小説の直近の翻訳者である私市保彦も、実証的見地および作品構成の両面から、チェアマン島＝チャタム島説に否定的な見解を示している（岩波少年文庫版解説）。

## 人種に関する記述
本作品には黒人に選挙権がないことを容認する記述がある。

## 日本語訳

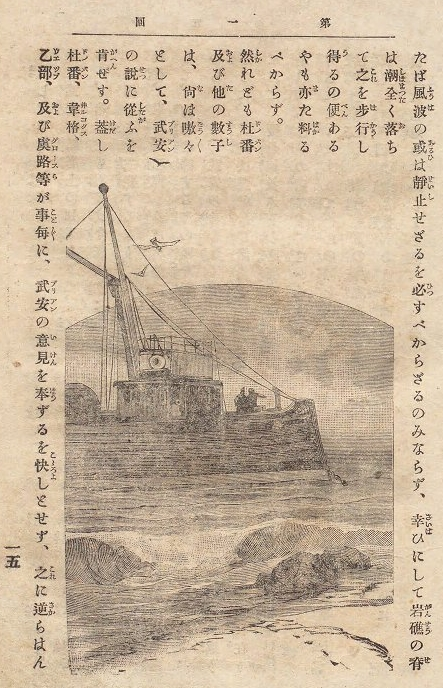
森田思軒訳『十五少年』15頁。嵐で流され座礁した船。

日本では1896年（明治29年）に森田思軒により博文館の雑誌『少年世界』に『冒険奇談 十五少年』（「冒険」という熟語は訳出時に造られた）として英訳から抄訳・重訳して連載され、12月には単行本『十五少年』として出版され評判となった（使用英訳書は不明）。
『十五少年漂流記』というタイトルは、森田思軒の娘・下子の夫である白石実三により命名されたという。後に新潮社が子供向けに内容を要約し、『十五少年漂流記』というタイトルで1951年（昭和26年）に出版し、昭和中期にはこの作品名が定着した。
その後、福音館書店が原作通りの翻訳（完訳）を1968年（昭和43年）に『二年間の休暇』というタイトルで刊行しロングセラーになっている。

### 主な訳書一覧
- 『十五少年』（森田思軒 訳）博文館 1896 / 岩波文庫 1938 復刊1988 ISBN 978-4-00-325691-6
- 『十五少年漂流記』（波多野完治 訳）新潮文庫 1951 改版1990　ISBN 4-10-204401-9
- 『十五少年漂流記』（石川湧 訳）角川文庫 1958 改版1992　ISBN 4-04-202201-4
- 『十五少年漂流記』（金子博 訳）旺文社文庫 1967
- 『十五少年漂流記』（荒川浩充 訳）創元SF文庫 1993  ISBN 978-4-48-860605-3 完訳
- 『二年間のバカンス 十五少年漂流記』（横塚光雄 訳）集英社文庫 1993、新版2009 ISBN 978-4-08-760572-3 完訳
- 『十五少年漂流記』（椎名誠、渡辺葉 訳）新潮社モダン・クラシックス 2015  ISBN 978-4105910044 完訳
- 『十五少年漂流記　二年間の休暇』（鈴木雅生 訳）光文社古典新訳文庫 2024　ISBN 978-4334103743 完訳 原書の挿絵を収録

主な児童向け
- 『二年間の休暇』（朝倉剛 訳）（福音館古典童話シリーズ）福音館書店 1968　ISBN 4-8340-0133-4 完訳
  - 福音館文庫で再刊（上・下） 2002 ISBN 978-4834018059, 978-4834018066。各・太田大八画
- 『十五少年漂流記』（那須辰造 訳）講談社青い鳥文庫 1990  ISBN 978-4-06-147284-6
- 『十五少年漂流記』（末松氷海子 訳）少年少女世界名作の森3 集英社 1990  ISBN 978-4-08-285003-6。他に集英社みらい文庫 2011
- 『二年間の休暇』（大友徳明 訳）偕成社文庫（上・下） 1994　ISBN 4-03-652020-2, 4-03-652030-X。原書のレオン・ブネットによる挿絵を収録 完訳
- 『十五少年漂流記』（瀬川昌男 訳）（子どものための世界文学の森）集英社 1994　ISBN 4-08-274024-4
- 『二年間の休暇』（私市保彦 訳）岩波少年文庫（上・下） 2012  ISBN 978-4-00-114603-5, 978-4-00-114604-2 完訳
- 『新訳 十五少年漂流記』（番由美子 訳）角川つばさ文庫 2018  ISBN 978-404-631723-0
- 『十五少年漂流記』（山本知子 訳）ポプラ社・ポプラキミノベル 2021  ISBN 978-4-591-17045-8

## アニメ

### 1978年版
1978年3月2日から3月30日にかけて、TBS系列のまんが世界昔ばなしにて全5話構成で放送されている。

### 1982年版
1982年8月22日の日曜日16:05 - 17:20に、フジテレビ系列の「日曜スペシャル」枠で「日生ファミリースペシャル」として放送された。東映動画、フジテレビ製作。「日生ファミリースペシャル」枠における最後の海外作品である。
アニメ化にあたって、同局で当時放送中の『うる星やつら』の原作者高橋留美子がキャラクター原案を担当した。オリジナルキャラクターとして、ケートという少女が登場する。
キャスト
- ブリアン - 松野達也（現・松野太紀）
- バクスター - 西川和孝
- ゴードン - 難波克弘
- ドノバン - 松永大
- ジャック - 石井大介
- モコ - 池田真
- クロス - 斎藤高広
- コスター - 杉本直樹
- ケート - 猪又香子

スタッフ
- 監督 - 明比正行
- 脚本 - 石松愛弘
- キャラクター原案 - 高橋留美子
- 作画監督 - 我妻宏
- 音楽 - 長沢勝俊

主題歌
「君たちがいて 僕たちがいて」
作詞 - 丘灯至夫 / 作曲 - 森田公一 / 編曲 - いちひさし / 歌 - こおろぎ'73
エンディングテーマ「ラブ・ミー・アイランド」
作詞 - 丘灯至夫 / 作曲 - 森田公一 / 編曲 - いちひさし / 歌 - 日高美子、こおろぎ'73
| フジテレビ系列 日生ファミリースペシャル | フジテレビ系列 日生ファミリースペシャル | フジテレビ系列 日生ファミリースペシャル |
| 前番組                                  | 番組名                                  | 次番組                                  |
| --------------------------------------- | --------------------------------------- | --------------------------------------- |
| 孫悟空シルクロードをとぶ!!              | 十五少年漂流記 （1982年版）             | 少年宮本武蔵 わんぱく二刀流             |

### 1987年版
『瞳のなかの少年 十五少年漂流記』は、1987年10月19日の月曜日19:30 - 20:54に、フジテレビ系列でNTTグループ単独提供の「NTTスペシャル」として放送された。日本アニメーション製作。
この枠は『月曜ドラマランド』の枠だが、『月曜ドラマランド』扱いはされていない。
なお、2002年には『アニメ英会話 十五少年漂流記〜瞳のなかの少年〜』としてPlayStation 2でゲーム化された。CS放送局では、カートゥーン ネットワークで何度か再放送されている。
キャスト
十五少年
- ジャック - 浪川大輔
- ブリアン - 伊倉一恵
- ドノバン - 高乃麗
- ゴードン - 藤田淑子
- コスター - 野沢雅子
- バクスター - 青木和代
- サービス - 白川澄子
- モコ - 丸山裕子
- ガーネット - 坂本千夏
- アイバーン - 安達忍
- ジェンキンス - 三田ゆう子
- ウィルコックス - 丸尾知子
- ウェッブ - 羽村京子
- ドール - 秋山るな
- クロス - 鈴木みえ

セバーン号の関係者
- ケイト - 川村万梨阿
- ウォルストン - 内海賢二
- ロック - 緒方賢一
- ブラント - 喜多川拓郎
- コーク - 峰恵研
- パイク - 龍田直樹
- ホープス - 田口昂

その他
- 校長 - 増岡弘
- ジャックの父 - 羽佐間道夫
- プレゼンテーター - 加山雄三

スタッフ
- 製作 - 本橋浩一
- 製作管理 - 高桑充
- 企画 - 石川泰平、佐藤昭司
- 脚本 - 雪室俊一
- 音楽 - 服部克久
- 作画監督 - 関修一、小川隆雄、前田英美
- キャラクターデザイン - 関修一
- プロデューサー - 遠藤重夫
- 絵コンテ・監督 - 黒田昌郎

主題歌
「瞳のなかの少年」
作詞・作曲・歌 - 種ともこ

### アニメ映画
- 十五少年漂流記〜海賊島DE!大冒険〜（アニメーション映画、2013年）- キャラクターを猫に置き換え、舞台を現代に変えた作品。

## テレビドラマ
1960年頃NHKで実写版が作られた。また、1986年にはTBSでドラマ化された。

### 1986年版
『十五少年漂流記 忘れられない夏休み』は、1986年8月31日の日曜日14:00 - 15:24に、TBS系列の「サンデースペシャル」枠で放送された。
舞台は日本に変えられ、漂流する子供も進学塾の子供となっている。
キャスト
- 山口祥行
- 小林由治
- 小川範子
- 石堂譲
- 高橋良明
- 佐藤由紀絵
- 秦暎花
- 中島大介
- 広瀬珠実
- 吉沢梨絵

スタッフ
- 脚本 - 若槻文三、遊川和彦
- 演出 - 吉田健

## 実写映画
- 少年漂流記（東映映画、1960年) - 水木襄主演
- 盗まれた飛行船（チェコスロバキア映画、1967年） - 「ジュール・ヴェルヌ原作」とし、本作と『神秘の島』を合わせたような内容。

## 舞台
- 舞台「十五少年漂流記」（トライフルエンターテインメント、2015年8月20日 - 24日）
- 舞台「十五少女漂流記」（舞台『十五少女漂流記』製作委員会、2023年2月3日 - 6日、23日）[10][11]

## ラジオドラマ
- 15少年の物語 - 北朝鮮の朝鮮中央放送が一時期放送。登場人物は全て朝鮮風の名前になっていた。

## 漫画
- マンガでよめる！十五少年漂流記 - 宇野比呂士による漫画作品。

## 関連作品
本作と関連する作品には以下のものが挙げられる。

### 小説
- 神秘の島 - ヴェルヌ自身が本作品以前に発表した、5人の男たちが漂流する物語。『海底二万里』にも登場したネモ船長が登場する。
- 蝿の王（ウィリアム・ゴールディング） - 第三次世界大戦下でイギリス人少年たちが無人島に漂着する。本作とは異なり、少年たちは対立が高じて陰惨な闘争を繰り広げる。
- 少年連盟 - 「十五少年漂流記」を翻案した、佐藤紅緑による少年小説（児童小説）。「少年倶楽部」掲載。少年たちの国籍が英米日独仏伊シナと世界各国になり、日本人少年富士夫が活躍する[12]。

### 実写映画
- 喜多郎の十五少女漂流記（松竹映画、1992年）

### アニメ
- 恐竜冒険記ジュラトリッパー
- ダイラガーXV - 宇宙版『十五少年漂流記』であり、放送は銀河漂流バイファムより前である。
- 銀河漂流バイファム - 宇宙版『十五少年漂流記』が再構築されて制作された。ジャックが主人公ロディ・シャッフルの原形となった。
- 無人惑星サヴァイヴ - 「ソリア学園」の生徒たちが木星への修学旅行途中、重力嵐に巻き込まれ未開の惑星に漂流する。
- デジモンアドベンチャー
- 15美少女漂流記
- 無限のリヴァイアス - 物語のストーリー展開や主要人物など、『十五少年漂流記』や『蠅の王』が色濃くモチーフにされている。

### 漫画
- 漂流教室 - 楳図かずおの漫画作品。設定がさらに大げさになり、学校の校舎ごと漂流する。
- 冒険ガボテン島 - 豊田有恒、久松文雄原作の漫画作品。アニメ化された。
- 宇宙船製造法 - 藤子不二雄の藤本弘によるSF短編作品。未来の宇宙の遠い惑星における少年少女の遭難生活を描いている。
- 十五少年漂流記 - 作画・しわすだによる、漫画作品。『月刊コミックジーン』にて連載。単行本のカバーに「原案：ジュール・ヴェルヌ」と表示されている。
- 彼方のアストラ - 篠原健太のミステリー要素も交えた漫画作品。アニメ化された。未来の遠い宇宙に取り残された少年少女たちを描いている点では藤子の『宇宙船製造法』と同じだが、帰還をめざし宇宙を旅する展開となるため、無人島ものとしての関連性はやや薄れる。

### ゲーム
- 十三機兵防衛圏